# Mongolsko na Letních olympijských hrách 1992
Mongolsko se účastnilo Letní olympiády 1992 ve španělské Barceloně. Zastupovalo ho 33 sportovců (27 mužů a 6 žen) v 8 sportech.

## Medailisté
| Medaile | Jméno                    | Sport             | Soutěž                          |
| ------- | ------------------------ | ----------------- | ------------------------------- |
| Bronz   | Dorjsurengiin Mönkhbayar | Sportovní střelba | ženy 25 metrů sportovní pistole |
| Bronz   | Namjilyn Bayarsaikhan    | Box               | muži Lehká váha do 60 kg        |